# 内韦尔斯克
内韦尔斯克（羅馬化：Nevelske，羅馬化：Nevelskoye）是乌克兰顿涅茨克州波克羅夫斯克區奥切雷蒂内市镇的村莊。坐落於州府頓涅茨克市中心西北17.35（10.78英里）處。
顿巴斯战争爆發後當地就成為戰場。2024年3月12日，俄罗斯国防部宣布内韦利斯凯被俄军攻占。

## 人口统计
根據2001年烏克蘭人口普查，當地有283名居民。83.92%的人母語為俄语，16.08%的人母語為乌克兰语。 